# Бурлуцкий (посёлок)
Бурлуцкий (укр. Бурлуцький) — посёлок,
Чкаловский поселковый совет,
Чугуевский район,
Харьковская область, Украина.
Село ликвидировано в ? году.

## Географическое положение
Посёлок Бурлуцкий находится у железнодорожной станции Бурлуцкое.
К посёлку примыкает село Худоярово (Шевченковский район),
на расстоянии в 1 км расположено село Гавриловка.